# Shaviovik
La rivière Shaviovik est un cours d'eau d'Alaska, aux États-Unis situé dans le borough de North Slope.

## Description
Longue de 75 milles (121 km), elle prend sa source à 18 milles (29 km) au nord-ouest du mont Salisbury et coule en direction du nord-ouest puis du nord-nord-est jusqu'à l'océan Arctique, à 15 milles (24 km) de l'embouchure de la rivière Sagavanirktok.
Son nom eskimo qui signifie là où il y a du fer, a été référencé en 1901 par le prospecteur Marsh.

## Affluent
- Kavik

## Sources
- (en) « Shaviovik », Geographic Names Information System